# Hoya kentiana
Hoya kentiana är en oleanderväxtart som beskrevs av botanikern Christine M. Burton. Hoya kentiana ingår i släktet Hoya och familjen oleanderväxter. Inga underarter finns listade i Catalogue of Life.